# Kraftwerk Félou
Das Kraftwerk Félou (französisch aménagement hydroélectrique de Félou) ist ein Wasserkraftwerk in der Region Kayes, Mali, das am Senegal bei den Wasserfällen von Félou liegt. Die Stadt Kayes befindet sich ungefähr 15 km flussabwärts vom Kraftwerk, die Manantali-Talsperre ca. 200 km flussaufwärts.
Das Kraftwerk wurde von 2009 bis 2013 errichtet und im Dezember 2013 in Betrieb genommen. Es ist im Besitz der Société de Gestion de l’Energie de Manantali (SOGEM) und wird auch von SOGEM betrieben.

## Absperrbauwerk
Das Absperrbauwerk ist eine Mauer mit einer Länge von 945 m und einer maximalen Höhe von 2 m, die bei den Wasserfällen von Félou errichtet wurde. Die Mauerkrone liegt auf einer Höhe von 40 m über dem Meeresspiegel. Am linken Flussufer befindet sich eine Wehranlage, die das Wasser über einen Kanal zum Maschinenhaus des Kraftwerks leitet.

## Kraftwerk
Die installierte Leistung des Kraftwerks beträgt mit drei Turbinen 59 (bzw. 60, 62,3 oder 63) MW. Die durchschnittliche Jahreserzeugung liegt bei 325 (bzw. 335, 340 oder 431) Mio. kWh. Das Maschinenhaus befindet sich auf der linken Flussseite.
Die maximale Fallhöhe beträgt 13,8 (bzw. 13,9) m. Der maximale Durchfluss liegt bei insgesamt 500 m³/s für alle Turbinen. Die erzeugte Elektrizität wird über eine 225-kV-Leitung abgeführt.
Bei den Wasserfällen wurde bereits in den frühen 1920ern ein kleines Wasserkraftwerk errichtet, das 1992 instand gesetzt wurde; es hatte bei einem Durchfluss von 5 m³/s eine Leistung von 0,6 MW.

## Sonstiges
Die Kosten für die Errichtung des Kraftwerks werden mit 125,7 (bzw. 211,5) Mio. € angegeben.